# Soriana (Huesca)
Soriana fue una localidad española, hoy día deshabitada, del municipio de Estopiñán del Castillo, perteneciente a la provincia de Huesca, en la comunidad autónoma de Aragón.

## Urbanismo
La población se encuentra ubicada entre dos promontorios de rocosos que dividen la población en dos barrios, siendo el barrio bajo donde se encuentran los edificios de carácter agrícola.

## Historia
La población fue conquistada por Ramon Berenguer I quien lo legó a sus hijos y que posteriormente terminaría heredando Galcerán Erimany para que en el año 1385  apareciera como pertenecía del Monasterio de Poblet pero después pasó a manos del monasterio de Linares de Benabarre, cuyos dominicos eran sus dueños en el 1625.
A mediados del siglo XIX el lugar, ya por entonces perteneciente a Estopiñán, tenía contabilizada una población de 56 habitantes. La localidad aparece descrita en el decimocuarto volumen del Diccionario geográfico-estadístico-histórico de España y sus posesiones de Ultramar de Pascual Madoz de la siguiente manera:

SORIANA: ald. en la prov. de Huesca, part. jud. de Tamarite, aud. terr., c. g. de Zaragoza, dióc. de Lérida, ayunt. de Estopiñan, de cuya parr. es aneja la igl. de esta ald., dedicada á San Pedro Apóstol, y servida por el mismo cura de la matriz. Esta pobl. perteneció al conv. de dominicos de Benabarre; compónese de 6 casas: sit. en un barranco, en terreno montuoso y poco sano; su corto térm. se halla poblado de arbustos, robles y encinas. prod.: abundancia de bellota y pastos, escasos granos, y es mas apropósito para la cria de ganado cabrio y de cerda que para el lanar; á corta dist. de la pobl. hay una fuente de aguas potables, de cuyo sobrante se riegan unos huertecillos, que escasamente producen las hortalizas necesarias al consumo, y á igual dist. se ve un peñasco con restos de un ant. cast. árabe. pobl.: 9 vec., 56 alm. riqueza imp.: 11,190 rs. contr.: 1,495.
(Madoz, 1849, pp. 496-497)

La localidad quedó despoblada en la década de los setenta.

## Patrimonio
- Ermita de Santa Marina,[4]construcción románica del siglo XI que se levanta sobre una de las dos grandes rocas del entorno del pueblo y que se sitúa junto a los restos del antiguo castillo. Es un templo de una sola nave rectangular con un ábside semicircular orientado al este y que tiene al centro una ventana con un arco de medio punto y doble derrame mientras que en el exterior y a los pies tiene una espadaña de un solo ojo.
- Pilaret de San Vicente Ferrer, se encuentra en el lado izquierdo de la pista de acceso desde Estopiñán del Castillo. Era el lugar en donde aquellos de la población que se consideraban embrujados acudían para libarse del embrujo, dando vueltas al rededor mientras sus acompañantes recogían hierbas específicas.[2]
- Castillo o Piedra de los Moros, del que apenas quedan restos del mismo pero que se encontraba en la formación rocosa que se ubica en la parte superior de la población.[5] Se encontraba acoplado a la cresta rocosa, siendo accesible solamente desde su lado este.[5] Aunque quedan muros descarnados cúbicos en el muro este y se contempla una terraza superior de unos nueve metros cuadrados, los restos son muy pocos, al igual que la guarnición con la que debió de contar.[1]